# EB-5プログラム
EB-5ビザまたはEB-5移民投資家プログラム(EB-5 Immigrant Investor Visa Program)は、アメリカ合衆国において1990年に移民法(Immigration Act of 1990)によって創設され、一定条件を満たす外国人投資家に対してグリーンカード（永住権）を取得できるようにしたビザ取得プログラム。2022年3月15日に署名された法律(EB-5 Reform and Integrity Act of 2022)に基づき、EB-5プログラムの資格を得るための最低投資要件は105万ドルである。ただし、適格なインフラプロジェクトまたは対象雇用地域への投資が行われた場合、投資要件は80万ドルに軽減される。

## 概要
EB-5プログラムで永住権を取得するには、連邦政府指定の地域センター（Regional Center）の投資案件事業に80万USドルまたは105万USドルを投資し、少なくとも10人の従業員の雇用をしなくてはならない。外国人はアメリカの永住権の早期取得を期待でき、投資対象事業者は複数の外国人投資家の資金を集めることで事業に資金を投下し、地域は雇用を創出することができる。
地域センターは各州の地域振興計画や雇用計画により設置されているが、全州にあるわけではない。センターが扱う投資対象事業も州によって異なり、重工業、農業、病院、IT、リゾート地、レストラン、教育、スタジアム、コンベンションセンター、居住エリア、インフラストラクチャー建設など様々。投資であるため事業の安全性が保証されているわけではなく、また事業内容やプログラム参加者募集業者の募集方法を監視する当局が定められていないという問題も存在する。
2012年9月30日までの時限法によるプログラムであるため、終了が予定されているが、このプログラムの恒久化を望む声があり、今後期限が撤廃もしくは変更される可能性があった。しかし、何度も延長し、2018年12月7日まで延長している。最低50万ドルを最低80万ドルに引き上げる予定だが、これも延期し続けている。
2000年代後半に起きたリーマン・ショック以降、EB-5プログラムによる永住権取得が増えている。特に中華人民共和国人は2009年度に2000件以上と突出している。同年度の韓国人取得者は903人、内需が大きく教育が行き届いている日本人は84人。2014年は10,692件のEB-5ビザを発給し、そのうち9,128件は中華人民共和国人。